# مار سبز زبر
مار سبز زبر (نام علمی: Opheodrys aestivus) که معمولاً به عنوان مار سبز خشن شناخته می‌شود، یک مار غیرزهری در آمریکای شمالی از قمچه‌ماران است که گاهی به آن مار چمنی یا مار چمنی سبز می‌گویند، اما این نام‌ها بیشتر به مار سبز نرم (Opheodrys vernalis) گفته می‌شود. این مار اروپایی به نام مار آبی (Natrix natrix) نامربوط است. مار سبز زبر مطیع است و اغلب اجازه نزدیک شدن به انسان را می‌دهد و به ندرت گاز می‌گیرد. حتی زمانی که نیش زدن رخ دهد، زهر ندارند و بی‌ضرر هستند.

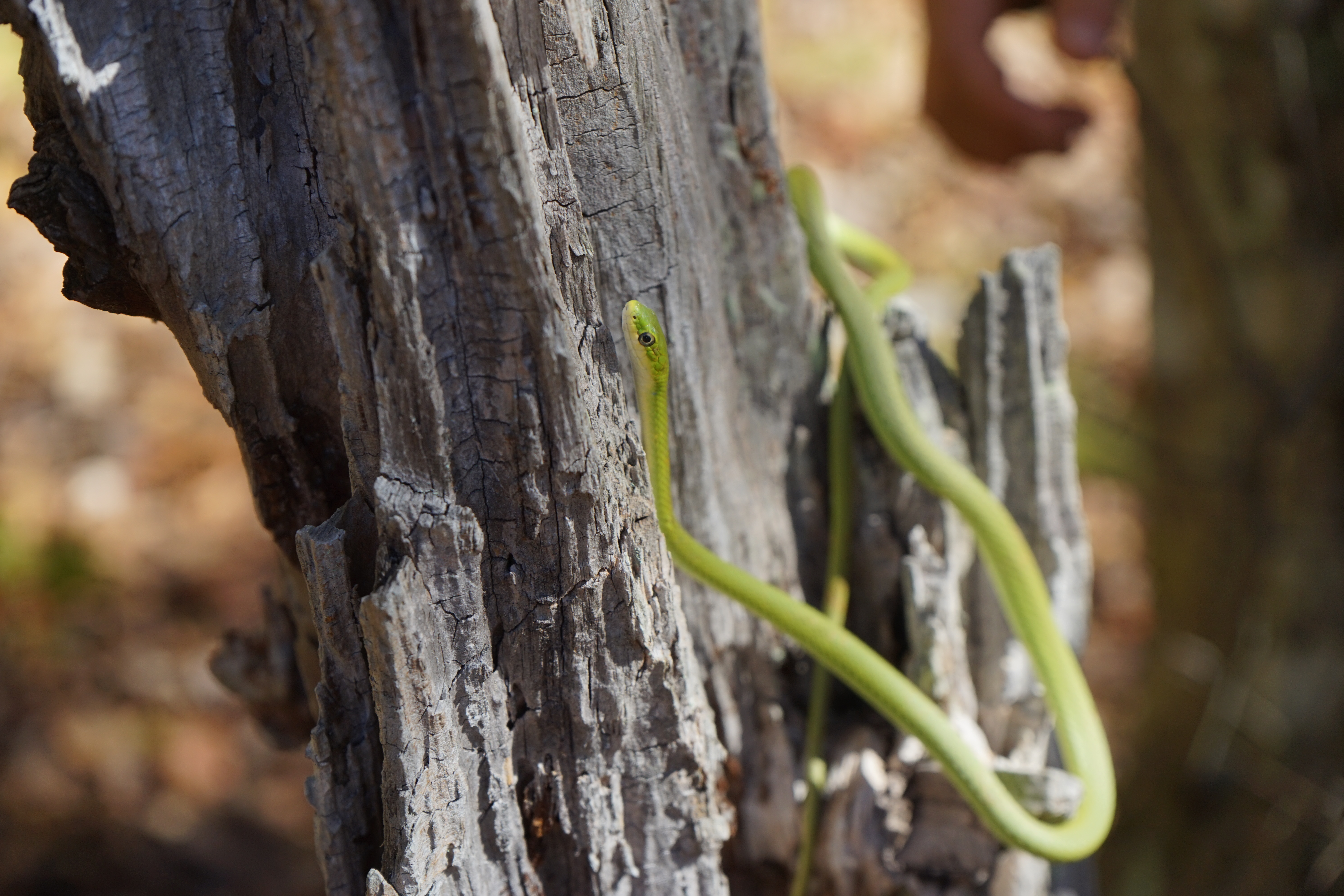
O. aestivus، مار سبز خشن

## دامنه جغرافیایی
مار سبز زیر در سراسر جنوب شرقی ایالات متحده، از فلوریدا، شمال تا مِین ساحلی، ایندیانا، و غرب تا تگزاس مرکزی را دربر می‌گیرد. این مار معمولاً در دشت ساحلی پیمونت و اقیانوس اطلس یافت می‌شود، اما در بلندی‌های کوه‌های آپالاچی یافت نمی‌شود. همچنین در شمال شرق مکزیک از جمله ایالت تاماولیپاس و نووو لئون شرقی یافت می‌شود.